# Brigada Specială de Intervenție a Jandarmeriei

## Istorie
În anul 1994 existau în București două mari unități de jandarmi Brigada 11 Jandarmi și Brigada 17 Jandarmi. Brigada 11 Jandarmi avea în subordine Batalioanele 23, 24 Jandarmi de Intervenție și Batalioanele 31 și 43 Jandarmi de ordine publică. Batalioanele 23,24,43 se aflau cantonate în cazarma Băneasa, iar Batalionul 31 era cantonat în Cazarma Măgurele. Batalioanele 31 și 43 executau misiuni de ordine publică cu militari în termen, împreună cu polițiști, pe raza secțiilor de Poliție din capitală. În anul 1998 s-a înființat Batalionul 54 cu ofițeri, subofițeri, maiștrii militari și jandarmi angajați pe baza de contract, în cadrul Brigăzii 11 Jandarmi. După mineriada din 1999, Brigada de Asigurare a Ordinii și Liniștii Publice (B.A.O.L.P.) din cadrul Poliției Capitalei, trece în subordinea Jandarmeriei Române, având în subordine 4 batalioane de intervenție, Batalionul 16, Batalionul 17, Batalionul 20 și Batalionul 21, cu noua denumire de Brigada Specială de Intervenție a Jandarmeriei, având în cadrul ei încadrați majoritatea polițiști dar și jandarmi din cadrul Batalionului 90, înființat înaintea mineriadei, cu cadre, polițiști și jandarmi. Ulterior s-au făcut multe mutări de cadre jandarmi către această unitate nou înființată. De asemenea mulți din polițiștii vechi au trecut înapoi la Direcția Generală de Poliție a Municipiului București. În anul 2000, s-a realizat unirea Brigăzii 11 Jandarmi cu B.S.I.J., fiind înființate 5 batalioane, un batalion Special Antiterorist și de Acțiuni Speciale și 4 batalioane Speciale de Intervenție, noua unitate înființată fiind, în continuare, denumită Brigada Specială de Intervenție a Jandarmeriei. În anul 2005, Brigada Specială de Intervenție a Jandarmeriei a fost reorganizată, această unitate rămânând cu 2 batalioane, luând ființă Direcția Generală de Jandarmi a Municipiului București, inițial cu o componentă de 4 batalioane de intervenție.

## Organizare
Brigada Specială de Intervenție a Jandarmeriei Române este subordonată nemijlocit Inspectoratului General și are competență teritorială generală, destinată executării misiunilor de asigurare și restabilire a ordinii publice, asigurării protecției instituțiilor fundamentale ale statului și neutralizării amenințărilor grave la adresa acestora, independent sau în cooperare cu alte structuri ale M.A.I. și cu ale celorlalte instituții din sistemul de apărare și securitate națională.